# Beerstone
El beerstone es un tipo de oxalato de calcio (CaC2O4) que pueden darse en los tanques, barriles y otros componentes de metal usados para preparar o almacenar cerveza. Si no se elimina por completo deja una superficie insalubre que puede albergar microorganismos.